# Arnau Bassa

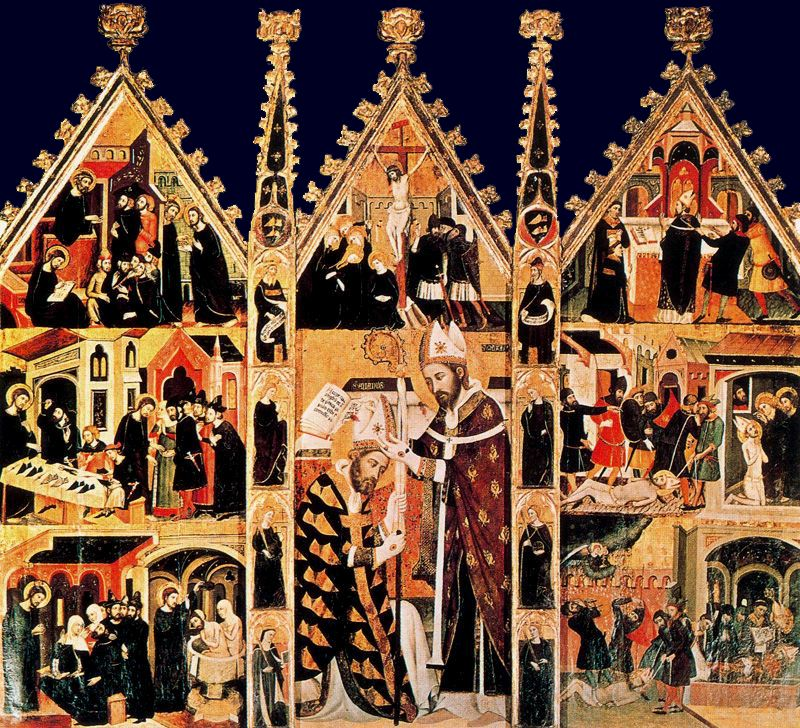
Retablo de San Marcos, 1346, Basílica de Santa María, Manresa.

Arnau Bassa (documentado entre 1345 y 1348) fue pintor de la Corona de Aragón del siglo XIV, hijo y discípulo del pintor Jaume Ferrer Bassa, con quien colaboró en numerosos trabajos.
Introductor en su pintura de elementos procedentes de la escuela de Aviñón, aunque definitivamente se decantó por el gótico italianizante, siendo uno de los máximos exponentes de este género en Cataluña.
Su obra individual, está documentada entre los años 1345 y 1348, aunque se sabe que trabajaba en el taller de su padre desde antes de estas fechas.
La primera obra que ha sido posible documentar a su nombre es el retablo de San Marcos que pintó para el gremio de zapateros de Barcelona, mencionado en un documento fechado el 11 de diciembre de 1346, destinado a la capilla que el gremio tenía en la catedral de Barcelona, trasladada más tarde a la Colegiata Basílica de Santa María (Manresa).
En 1347 firmó junto con su padre el contrato para la realización del retablo de San Jaime para el monasterio de Jonqueres, en el que la figura de San Jaime está atribuida a Arnau; el retablo se haya actualmente en el Museo Diocesano de Barcelona.
Participó en el retablo del Palacio Real de La Almudaina en Palma de Mallorca (conservado en el Museo Nacional de Arte Antiguo) de Lisboa, terminado por el taller de Ramón Destorrents, a la muerte de los Bassa (padre e hijo) alrededor de 1348 por causa de la epidemia de peste.